# Long Live the Kane
Long Live the Kane – pierwszy solowy album amerykańskiego rapera o pseudonimie Big Daddy Kane, wydany 21 czerwca 1988 nakładem wytwórni Cold Chillin’ Records. Muzykę na krążku prawie w całości stworzył Marley Marl. Tylko jeden utwór, "Set It Off", wyprodukował DJ Mark the 45 King. W 1998 amerykański magazyn The Source umieścił album na liście 100 najlepszych hip-hopowych albumów.

## Lista utworów
| #  | Tytuł                       | Gościnnie   | Czas | Sample |
| -- | --------------------------- | ----------- | ---- | --- |
| 1  | "Long Live the Kane"        |             | 4:55 | - James Brown - "Say It Loud - I'm Black and I'm Proud" - The Meters - "Hey, Last Minute", "Here Comes the Meter Man" |
| 2  | "Raw (Remix)"               |             | 5:44 | - James Brown - "Escape-ism" - Bobby Byrd - "Hot Pants. . . I'm Coming, I'm Coming, I'm Coming" - Lyn Collins - "Mama Feelgood" |
| 3  | "Set It Off"                |             | 4:05 | - James Brown - "Get Up, Get into It, Get Involved" - Grady Tate - "Be Black Baby" - B-Side & Fab 5 Freddy - "Change le Beat" - Waterbed Kev (Kevie Kev) - "WaterBed" |
| 4  | "The Day You're Mine"       |             | 5:12 | |
| 5  | "On the Bugged Tip"         | Scoob Lover | 3:17 | - DeBarge - "I Like It" - Grand Wizard Theodore - "Down by Law" |
| 6  | "Ain't No Half-Steppin'"    |             | 5:19 | - Heatwave - "Ain't No Half Steppin'" - Monk Higgins & the Specialties - "Big Water Bed" - Quincy Jones - "Ease on Down the Road" - The Emotions - "Blind Alley" - ESG - "UFO" - Billy Squier - "Big Beat" |
| 7  | "I'll Take You There"       |             | 4:55 | - The Staple Singers - "I'll Take You There" |
| 8  | "Just Rhymin' with Biz"     | Biz Markie  | 4:01 | - Melvin Bliss - "Synthetic Substitution" - James Brown - "The Payback" - Jimmy Castor Bunch - "I Promise to Remember" |
| 9  | "Mister Cee's Master Plan"  | Mister Cee  | 5:24 | - James Brown - "Get on the Good Foot" - Marva Whitney - "It's My Thing" - The Turtles - "I'm Chief Kamanawanalea (We're the Royal Macadamia Nuts)" - Kay Gees - "Who's the Man (with the Master Plan)" - Eric B. & Rakim - "Eric B. is President" - Biz Markie - "The Vapors" - The Jackson Five - "ABC" - Big Daddy Kane - "Just Rhymin' with Biz" |
| 10 | "Word to the Mother (Land)" |             | 3:08 | - Le Pamplemouse - "Gimme What You Got" - The Staple Singers - "I'll Take You There" - James Brown - "Funky President" |